# Coca-Cola Iberian Partners
Coca-Cola Iberian Partners S.A. (CCIP) var en spansk multinationell dryckestillverkare som producerade och distribuerade olika produkter som läskedrycker, energidrycker, juicer, vatten och andra fruktdrycker från den amerikanska multinationella dryckestillverkaren The Coca-Cola Company. De sålde dessa via 396 000 försäljningsställen i Andorra, Portugal och Spanien.
Företaget grundades 2013 när de sju dryckestillverkarna, som producerade och distribuerade Coca-Cola-produkter i Spanien, Asturbega, Begano, Casbega, Cobega, Colebega, Norbega och Rendelsur blev alla fusionerade med det portugisiska motsvarigheten i Refrige för att bilda CCIP. Bara tre år senare, rättare sagt den 28 maj 2016 genomfördes det en till fusion där Iberian Partners var delaktiga i. Den här gången blev de fusionerade med amerikanska Coca-Cola Enterprises och tyska Coca-Cola Erfrischungsgetränke, i syfte att vara verksamma under namnet Coca-Cola European Partners plc. Det kombinerade företaget blev då världens största oberoende dryckestillverkare efter omsättning inom Coca-Colasfären.
För 2015 omsatte de mer än 2,9 miljarder euro och hade en personalstyrka på 4 480 anställda. Huvudkontoret låg i Madrid.

## Varumärken
Ett urval av de varumärken som de producerar och distribuerar:
| - Aquabona - Aquarius - Burn - Coca-Cola - Fanta - Minute Maid | - Monster Energy - Nestea - Powerade - Seagram - Sprite - Tab |